# NGC 3357
NGC 3357 is een elliptisch sterrenstelsel in het sterrenbeeld Leeuw. Het hemelobject werd op 5 april 1864 ontdekt door de Duitse astronoom Albert Marth.

## Synoniemen
- UGC 5206
- UGC 5854A
- MCG 2-28-2
- ZWG 66.6
- PGC 32032